# Santa Rita (Copán)
Santa Rita é um município de Honduras, localizado no departamento de Copán.